# 刘大钧 (易经学者)
刘大钧（1943年1月—），山东邹平人，中国易经学者。
现任中国周易学会会长，山東大學教授，北京大学太极文化研究所名誉所长。加入中国民主同盟，担任山东大学易学与中国古代哲学研究中心主任。2008年，当选第十一届全国政协委员，代表社会科学界，分入第三十三组。2012年6月受聘为中央文史研究馆馆员。

## 著作
- 《周易概论》
- 《周易古经白话解》
- 《周易传文白话解》
- 《周易讲座》
- 《纳甲筮法》
- 《今、帛、竹书〈周易〉综考》
- 《周易古经白话解》(英文版)
- 《易经全译》(法文版)
- 《周易折中》整理校点本

## 主编著作
- 《大易集成》
- 《大易集要》
- 《大易集述》
- 《大易集义》
- 《大易集说》
- 《大易集奥（上、下）》
- 《元典哲蕴》
- 《象数易学研究》(一、二、三辑)